# 顶体 (精子)
顶体（英語：acrosome，来自希腊语：acron (外面)和soma (体)）是動物精子核前部由高基氏体所衍生来的顶状膜包结构，实际上是特殊的溶酶体。在真獸下綱的哺乳動物中，頂體含有多种酶（包括玻璃酸酶和頂體酶），這些酶可以破壞卵子外圍被稱為透明帶的膜，以將精子的單倍體細胞核與卵子內的單倍體細胞核相結合。
由于遗传疾病引起的顶体功能缺陷会导致男性不育。

人類精子

## 参見
- 頂體反應（英语：Acrosome reaction）
- 精子獲能